# 巴托洛梅阿镇
巴托洛梅阿镇（義大利語：Villa Bartolomea），是意大利威尼托大区维罗纳省的一个市镇。总面积53.21平方公里，人口5861人，人口密度110.1人/平方公里（2009年）。国家统计（ISTAT）代码为023095。